# Chowdadenahalli, Kolar
Chowdadenahalli là một làng thuộc tehsil Kolar, huyện Kolar, bang Karnataka, Ấn Độ.